# ميتش هندرسون
ميتش هندرسون (بالإنجليزية: Mitch Henderson)‏ (14 أغسطس 1975 بفينسينس في الولايات المتحدة - ) هو مدرب كرة سلة ولاعب كرة سلة أمريكي في مركز الهجوم خلفي.

## وصلات خارجية
- ميتش هندرسون على موقع كرة السلة الأوروبية.كوم (الإنجليزية)
- ميتش هندرسون على موقع كلية كرة السلة في سبورتس رفرنس.كوم (الإنجليزية)
- ميتش هندرسون على موقع ريلجم (الإنجليزية)
- ميتش هندرسون على موقع كلية كرة السلة في سبورتس رفرنس.كوم (الإنجليزية)